# St. Leonhard (Wülflingen)

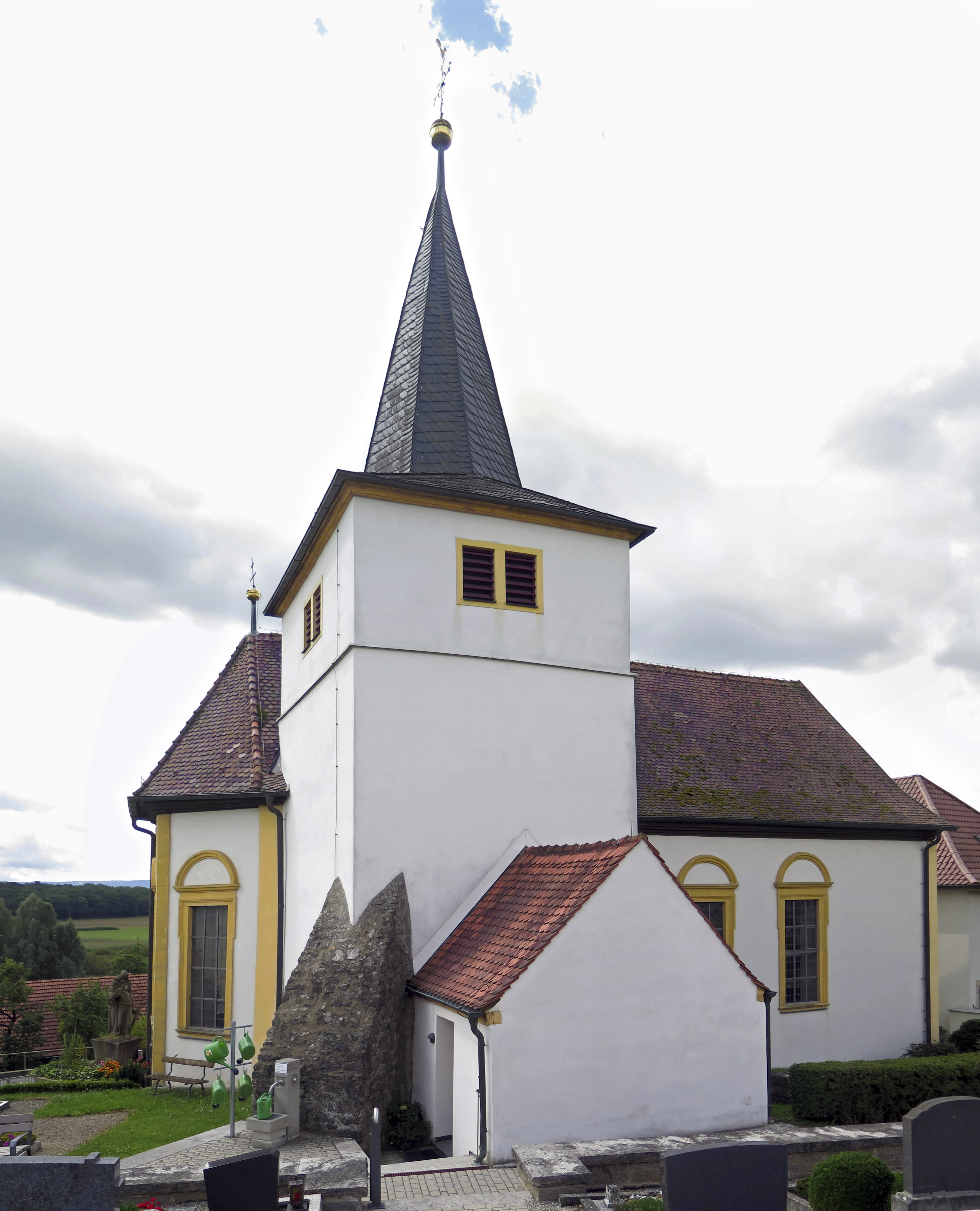
St. Leonhard (Wülflingen)

Die römisch-katholische Filialkirche St. Leonhard steht in Wülflingen, einem Gemeindeteil der Kreisstadt Haßfurt im unterfränkischen Landkreis Haßberge in Bayern. Der Turm und die Sakristei des denkmalgeschützten Bauwerks sind spätgotisch. Die Kirche gehört zur Pfarreiengemeinschaft St. Kilian (Haßfurt) im Dekanat Haßberge des Bistums Würzburg.

## Beschreibung
Der Vorgängerbau, eine Kapelle, geht auf das Kloster Langheim zurück, das hier Besitzrechte hatte. Die Saalkirche wurde 1695/96 unter Johann Philipp von Greiffenclau zu Vollraths erbaut, dessen Wappen über dem Portal im Norden zu sehen ist. Sie besteht aus einem barocken Langhaus, das mit einem Satteldach bedeckt ist, einem eingezogenen, dreiseitig geschlossenen Chor im Osten und einem spätgotischen Chorflankenturm mit angebauter Sakristei an seiner Nordseite, der mit einem achtseitigen, schiefergedeckten Knickhelm bedeckt ist, und dessen oberstes Geschoss den Glockenstuhl beherbergt, in dem seit 1949 wieder drei neue Kirchenglocken hängen, die von der Glockengießerei Heinrich Humpert hergestellt wurden. Die Kirchenausstattung, dazu zählen der Hochaltar, die beiden Seitenaltäre und die Kanzel, ist aus der Zeit um 1700. Der Volksaltar und der Ambo wurden 2006 beschafft.